# Баликова Ніна Сергіївна
Ні́на Сергі́ївна Балико́ва (нар. 28 березня 1989, Київ) — українська перекладачка з японської, лавреатка премії ім. Максима Рильського (2018).
Член Національної спілки журналістів України.

## Життєпис
Народилася в журналістській сім'ї. З дитинства захоплювалася японським аніме, згодом зацікавилася вивченням японської історії, літератури, мистецтва. З медаллю закінчила київський ліцей «Наукова зміна», учасниця всеукраїнських і міжнародних учнівських олімпіад і літературних конкурсів, у яких перемагала й посідала призові місця, зокрема 2006 року нагороджена дипломом 2-го ступеня Всеукраїнського конкурсу-захисту науково-дослідницьких робіт учнів — членів Малої академії наук України. Здобула стипендію Президента України (2006/2007 навчальний рік).
З відзнакою закінчила Київський національний університет імені Тараса Шевченка, здобула ступінь магістра з правом викладання, перекладу і дослідницької роботи, спеціальність — японська мова та література і англійська мова. У 2010—2011 роках за обміном студентів навчалася й стажувалася з японської мови в Університеті Тенрі (префектура Нара, Японія). У лютому 2011 року разом з групою японських студентів стажувалася в Інституті англійської мови Ґріффіт (Griffith English Language Institute), м. Голд-Кост (штат Квінсленд, Австралія).
У вересні 2012 року пройшла відбірковий етап за стипендіальною дослідницькою програмою Міністерства освіти і науки Японії, тема дослідження: «Social Role of Media in Coverage of Industrial Accidents (comparing Fukushima Daiichi and Chernobyl)». З жовтня 2013 по лютий 2015 року досліджувала тему в Токійському університеті. З квітня 2015 по вересень 2017 навчалася в токійському Університеті Васеда, де здобула ступінь магістра з медіа та міжнародних комунікацій.
З жовтня 2013 року працювала позаштатним кореспондентом, а від жовтня 2014-го до повернення в Україну — власним кореспондентом газети «Голос України» в Японії.
Аспірантка Інституту філології, тема дисертаційного дослідження — «Самітницька література Японії: від трансгресії до канону».

## Творчість
Авторка статей у наукових збірниках з японської мови й літератури, перекладів давньояпонської класичної прози. Уривки з книжки есеїв філософа, письменника, буддійського монаха XIV століття Кенко-хоші «Нотатки знічев'я» українською мовою надруковано в другому томі хрестоматії японської літератури (2011). Лекцію на тему самітництва в японській літературі жанру «дзуйхіцу» вміщено в підручнику «Японська література: Курс лекцій» (2015).
У серпні 2017 року в державному спеціалізованому видавництві «Либідь» вийшла друком книжка першого українського перекладу твору Кенко-хоші «Нотатки знічев'я» (видання презентовано в Києві в Мистецькому арсеналі). Цей переклад здобув Премію Кабінету Міністрів України імені Максима Рильського за 2017 рік (вручено в листопаді 2018-го).
Авторка книжки дитячих казок «Міс Кішка» — видання з частиною авторських ілюстрацій (2004).

## Нагороди
- Премія імені Максима Рильського (2018)
- Грамота Президії Національної академії наук України (2004, 2006)